# Zacarias, São Paulo
Zacarias  este un oraș în São Paulo (SP), Brazilia.